# Юридическая школа Колумбийского университета
Юридическая школа университета Колумбия является профессиональной аспирантурой университета Колумбия, членом Лиги плюща. Входит в пятерку лучших юридических школ Соединенных Штатов в США и в мире.  Выпускники Школы работают в элитных юридических фирмах страны. 
Школа Права Колумбия была основана в 1858 году как юридическая школа колледжа Колумбия. Выпускниками Королевского колледжа (так назывался университет во времена британского правления) были такие выдающиеся юристы, как Джон Джей, первый верховный судья Соединённых Штатов, и Александр Гамильтон, первый секретарь Казначейства – соавторы «Записок Федералиста».
Колумбия выпустила множество выдающихся выпускников, в том числе президентов США Тедди Рузвельта и Франклина Делано Рузвельта, девять судей Верховного суда Соединённых Штатов, многочисленных членов правительства США и советников президента; Сенаторы США, представители и губернаторы; и больше членов Forbes 400, чем любая другая юридическая школа в мире.

## Теодор Дуайт и основание юридической школы
Юридическая школа Колумбийского колледжа, как ее тогда официально называли, была основана в 1858 году Теодором Дуайтом. Первое здание юридической школы было выполнено в неоготическом стиле и располагалось в кампусе Колумбийского университета на Мэдисон-авеню.
Впоследствии, колледж был преобразован в Колумбийский университет и переехал на север в район Морнингсайд-Хайтс. Как заметил профессор права Колумбийского университета  Теодор Дуайт, при его создании потребность в формальном курсе юридического образования была довольно спорной:
 В то время это рассматривалось главным образом как эксперимент. В Нью-Йорке не было ни одной юридической школы. Большинство ведущих юристов проходили обучение в офисах или в частных школах и скептически относились к возможности получения компетентных юридических знаний в академических учреждениях. Юридическое образование, однако, было на очень низком уровне. Клерки в адвокатских конторах были почти полностью предоставлены самим себе. Зачастую они даже не были знакомы с адвокатами, с которыми должны были учиться. Экзамены для поступления в коллегию адвокатов проводились комитетами, назначаемыми судами, которые стремились в основном выяснить знания кандидата о мелких деталях практики. В целом экзамены были очень поверхностными. Мало кто изучал право как науку; многие рассматривали его как ремесло или удобную лестницу, чтобы подняться в политической карьере.